# Gouvernement Casimir Perier
Ne doit pas être confondu avec Gouvernement Jean Casimir-Perier.
Monarchie de Juillet
Gouvernement de Jacques Laffitte Gouvernement Jean-de-Dieu Soult I
Le ministère Casimir Perier, troisième ministère de la monarchie de Juillet, est formé le 13 mars 1831 sous la présidence de Casimir Perier pour succéder au gouvernement de Jacques Laffitte. Il comprend 8 membres jusqu'au 27 avril 1832 et 9 après cette date.

## Constitution
Dès les émeutes des 14-15 février 1831, qui marquent l'installation d'une situation quasi-insurrectionnelle dans la capitale, condamnant le laissez-faire du parti du mouvement, Louis-Philippe Ier entreprend des tractations avec Casimir Perier, éminent représentant du parti de l'ordre, pour remplacer Jacques Laffitte comme chef du ministère.
Riche banquier parisien d'origine dauphinoise, Casimir Périer a été l'une des grandes figures de l'opposition libérale à Charles X mais, au moment des Trois Glorieuses, il a tout fait pour essayer de conserver la monarchie légitime, et ne s'est rallié au duc d'Orléans que pour sauver la monarchie constitutionnelle. Il se méfie du roi des Français, qu'il identifie à la politique de laissez-faire suivie depuis 1830, et n'entend donc accepter la présidence du Conseil qu'à la condition de définir au préalable des conditions précises qui lui garantiront sa liberté de manœuvre en limitant, par voie de conséquence, celle du roi.
Comme ce dernier entend jouer un rôle-clé dans le gouvernement, les négociations, engagées par l'intermédiaire du comte de Montalivet et du général de Ségur, s'avèrent vite extrêmement difficiles. Périer se fait prier, invoquant une santé chancelante pour feindre de se dérober. Le général de Ségur montre le roi « contrarié, consterné même jusqu'aux larmes, et presque malade de la nécessité de se soumettre aux vives et impérieuses exigences du nouveau ministre ». Les discussions manquent échouer à plusieurs reprises, mais la mise en minorité de Laffitte au Conseil des ministres du 9 mars hâte la nécessité de conclure : les 11 et 12 mars, Montalivet, Dupin aîné et d'Argout s'activent auprès de Périer et la composition du nouveau ministère est enfin annoncée le 13.
Louis-Philippe a dû accepter les conditions de Casimir Périer, qui tournent autour de la prééminence du président du Conseil sur les autres ministres et la possibilité pour lui de réunir, en l'absence du roi, des conseils de cabinet. Périer a en outre exigé que le Prince royal cesse de participer au Conseil des ministres.
La principale novation dans la composition du nouveau ministère réside dans le changement de président du Conseil. Si l'on excepte le départ de Mérilhou, qui avait démissionné dès le 8 mars, et le retour du baron Louis et de son neveu, l'amiral de Rigny, aux postes qu'ils avaient occupés dans le ministère provisoire du 1er août 1830 (les Finances et la Marine), les hommes sont les mêmes, seules les attributions changent.
Si Soult et Sébastiani restent en place à la Guerre et aux Affaires étrangères, Montalivet cède l'Intérieur à Casimir Perier, qui cumule avec la présidence du Conseil ce ministère-clé à un moment où le rétablissement de l'ordre apparaît comme l'enjeu essentiel. Il remplace, à l'Instruction publique et aux Cultes, Barthe, appelé à la Chancellerie en remplacement de Mérilhou. D'Argout, qui a dû céder la Marine à Rigny, se retrouve à la tête d'un nouveau ministère du Commerce et des Travaux publics.

## Composition
- Chef du ministère : Casimir Perier
- Ministres (8) :
  - Ministre de l'Intérieur :
    - 13 mars 1831 : Casimir Perier
    - 27 avril 1832 : Camille de Montalivet

  - Ministre de la Justice (parallèlement ministre-présidant le Conseil d'État) : Félix Barthe
  - Ministre des Affaires étrangères : Horace Sébastiani
  - Ministre de la Guerre : Nicolas Soult
  - Ministre des Finances : Joseph-Dominique Louis
  - Ministre de la Marine et Colonies : Henri de Rigny
  - Ministre de l'Instruction publique et des Cultes :
    - 13 mars 1831 - 27 avril 1832 : Camille de Montalivet
    - 30 avril 1832 : Amédée Girod de l'Ain

  - Ministre du Commerce et des Travaux publics : Antoine Maurice Apollinaire d'Argout

## Fin
Vers le 20 mars 1832, l'épidémie mondiale de choléra arrive à Paris. Périer, qui est allé visiter les malades à l'Hôtel-Dieu, est atteint. Incapable d'exercer ses fonctions, il est remplacé le 27 avril au ministère de l'Intérieur par Montalivet, que Girod de l'Ain remplace à l'Instruction publique et aux Cultes ; Périer conserve nominalement la présidence du Conseil jusqu'à sa mort, le 16 mai 1832, au terme d'une longue agonie.
Le Parlement n'étant pas en session lors de la mort de Périer, Louis-Philippe peut attendre jusqu'au 11 octobre 1832 pour former un nouveau gouvernement.

### Sources
- Guy Antonetti, Louis-Philippe, Paris, Fayard, 1994, p. 652 sqq.